# Jules Chéret
Jules Cheret (31 de mayo de 1836 - 23 de septiembre de 1932) fue un pintor y litógrafo francés que se convertiría en un maestro del arte del cartel.

## Biografía
Nació en París, Francia en una familia de artesanos con escaso poder pero creativos, una carencia económica que significó que Jules Chéret tuviese una educación muy limitada. Su hermano pequeño era Joseph Chéret. A los trece años, comenzó un aprendizaje de tres años con un litógrafo y entonces su interés por la pintura lo llevó a tomar un curso de arte en la École Nationale de Dessin.
Como la mayoría de artistas novatos, Chéret estudió las técnicas de varios artistas, antiguos y modernos, visitando los museos de París. Aunque algunas de sus pinturas le dieron cierto respeto, fue su trabajo de crear carteles de anuncios lo que le permitió pagar sus cuentas y que se convirtió después en objeto de su dedicación y por lo que es recordado hoy.
Influenciado por las frívolas escenas representadas en las obras de Jean-Honoré Fragonard y otros artistas rococós tales como Antoine Watteau, Chéret creó el cartel vívido para los cabarets, teatros de variedades y los teatros como Eldorado, el Paris Olympia, el Folies Bergère, el Teatro de la Ópera, el Alcazar d'Ete y el Moulin Rouge. Debido a la gran demanda, amplió su negocio para proporcionar los anuncios para las representaciones de compañías itinerantes, festivales municipales y luego para las bebidas y licores, perfumes, jabones, cosméticos y productos farmacéuticos. Finalmente se convirtió en una importante fuerza de publicidad, sumando a las compañías de ferrocarriles y un buen número de negocios de fabricación a su lista de clientes. 
En 1895, Chéret creó la colección Maîtres de l'Affiche, una significativa publicación de reproducciones artísticas clasificadas más pequeñas que ofrecían las mejores obras de diecinueve artistas parisinos. Su éxito inspiró una industria que conoció la aparición de una nueva generación de diseñadores y de pintores de carteles tales como Charles Gesmar y Henri de Toulouse-Lautrec. Uno de sus alumnos fue Georges de Feure (1868-1943).
A su vejez, Jules Chéret se retiró al balsámico clima de la Costa Azul en Niza. Murió en 1932 a los 96 años y fue enterrado en el cementerio Saint-Vincent en el barrio Montmartre de París.
En 1933 fue homenajeado con una exposición póstuma de sus obras en el prestigioso Salon d'Automne en París. Con los años, los carteles de Chéret se han convertido en objetos muy buscados por los coleccionistas alrededor del mundo. 
El Museo de Bellas Artes Jules Chéret está en Niza.

## Galería

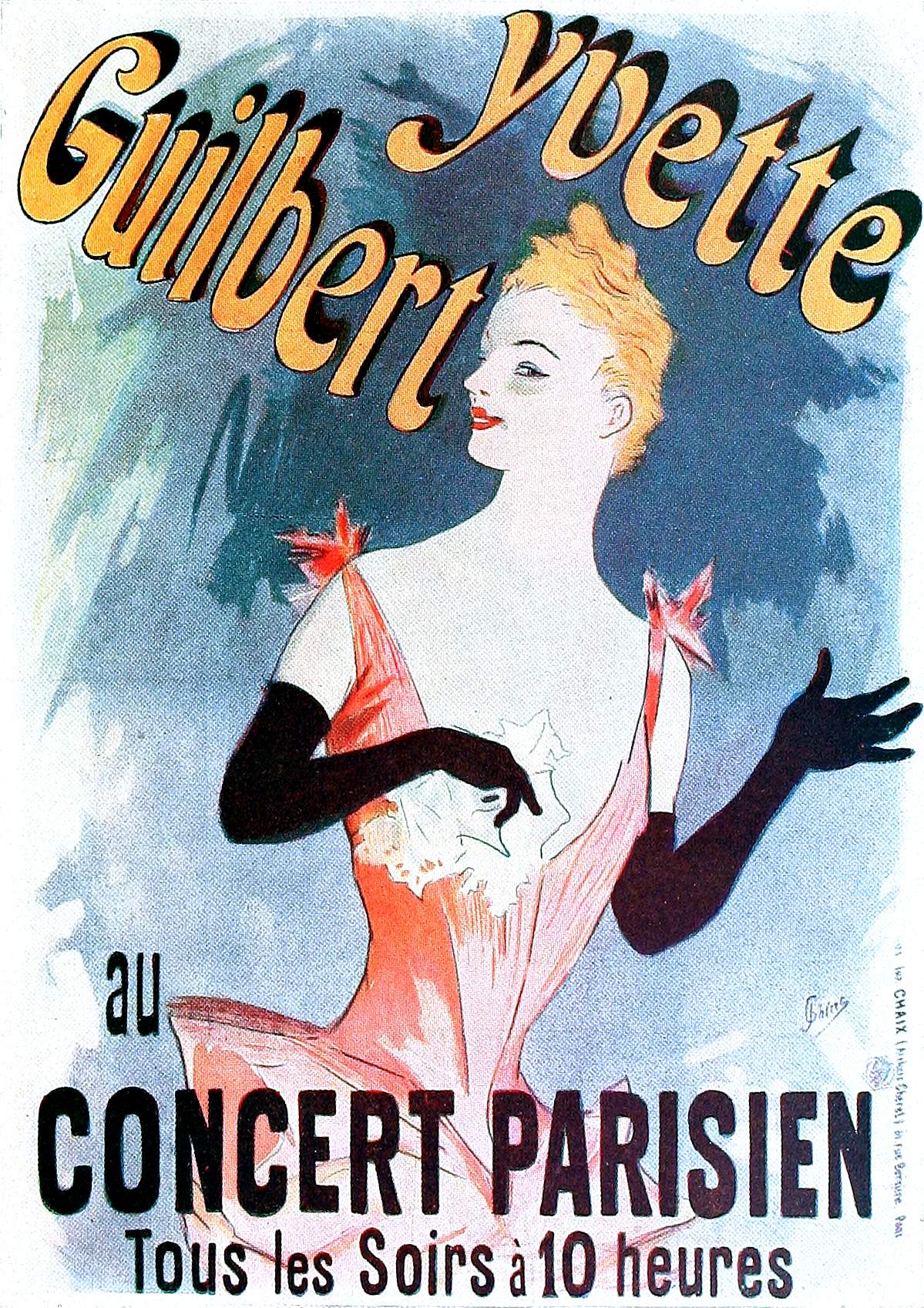
Yvette Guilbert, 1891
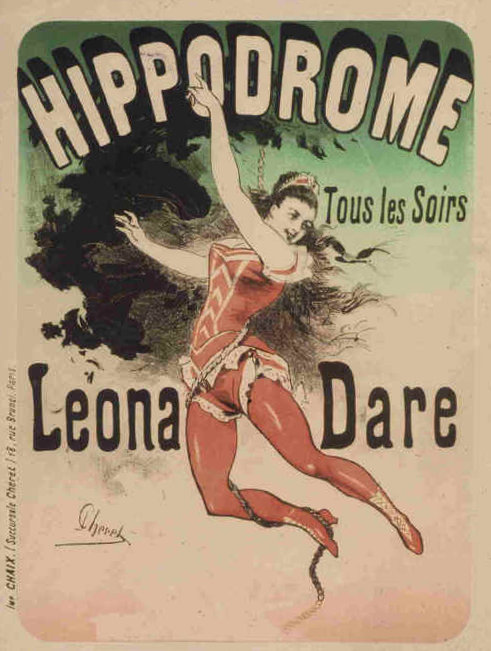
Hippodrome, Leona Dare, 1883
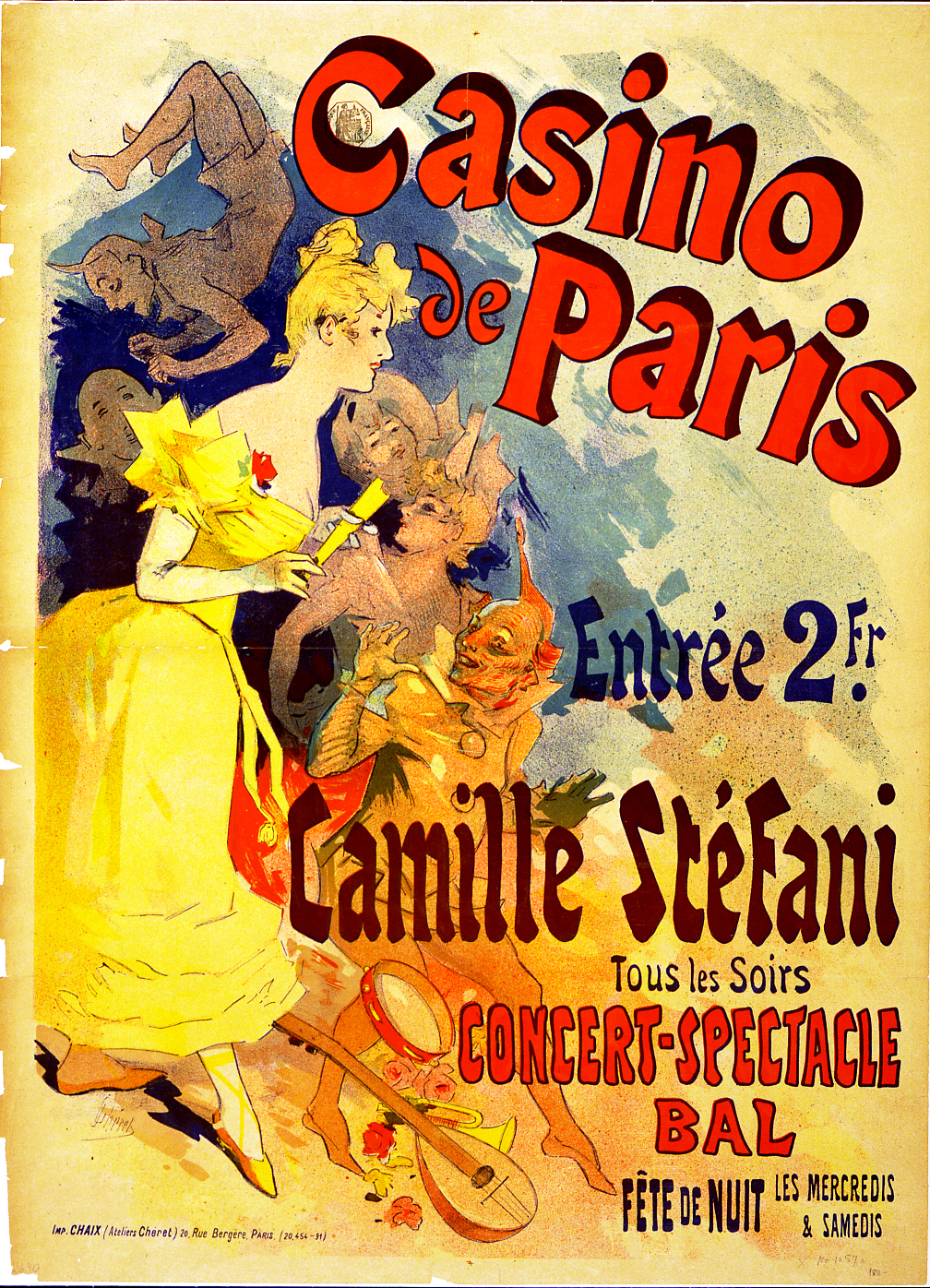
Casino de Paris, Camille Stéfani, 1891
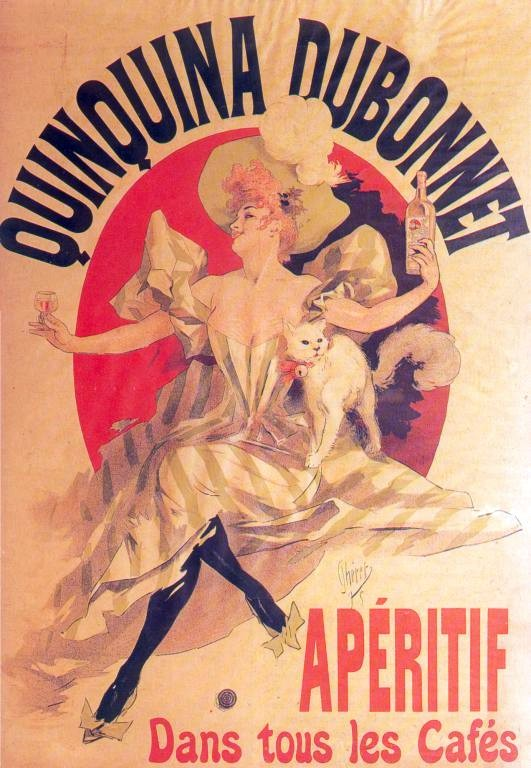
Quinquina Dubonnet, 1895
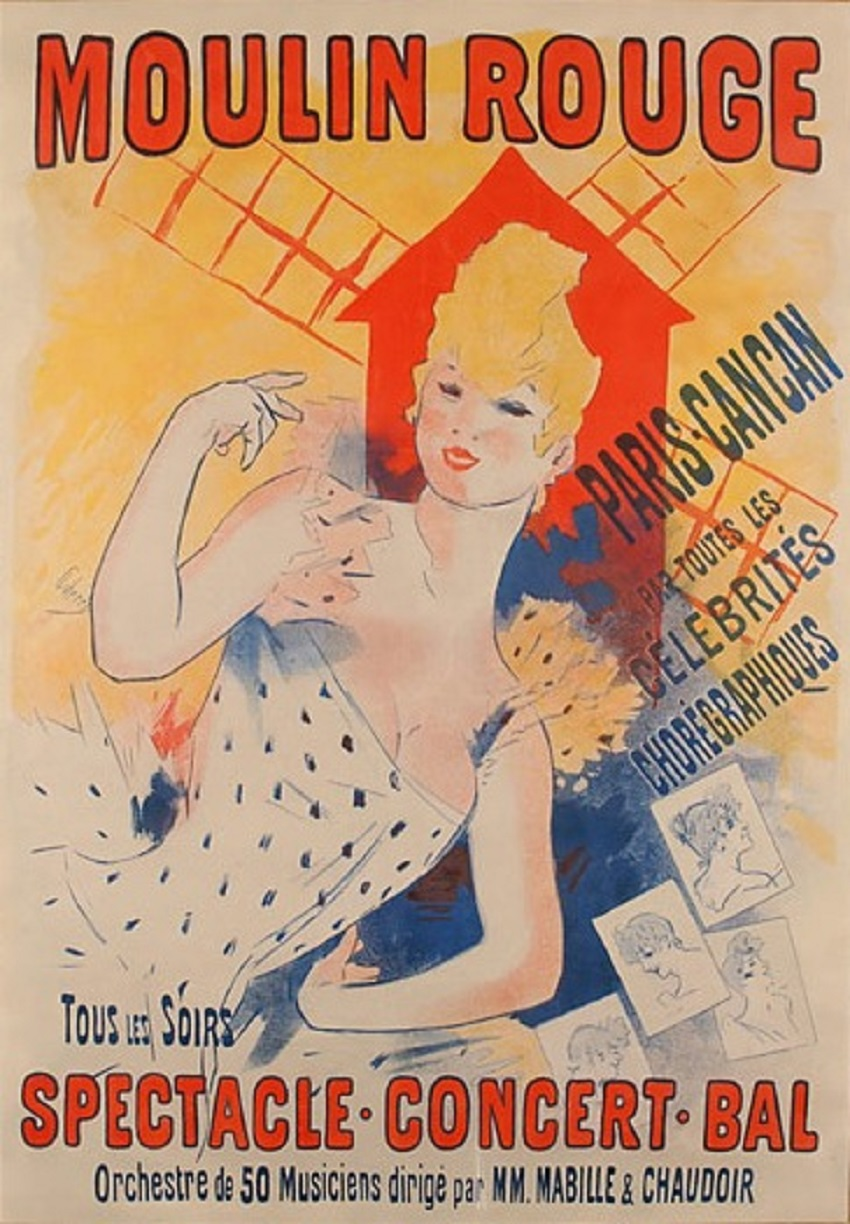
Moulin Rouge, Paris, Cancan, 1890
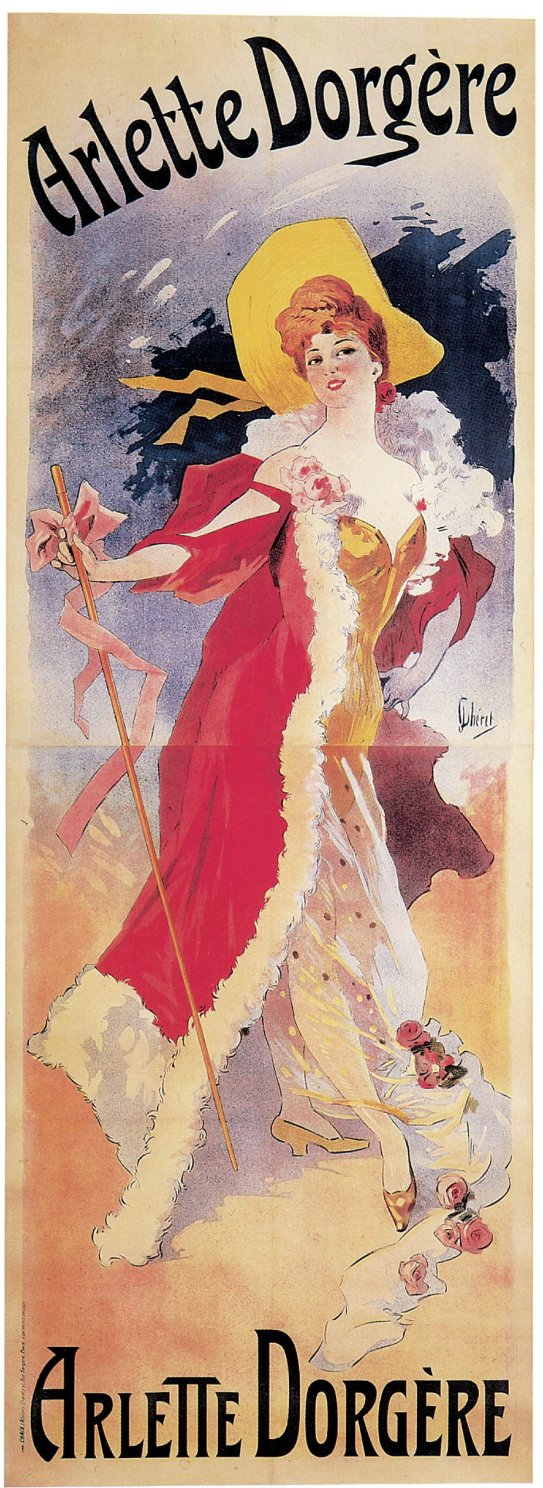
Arlette Dorgère, ca. 1890
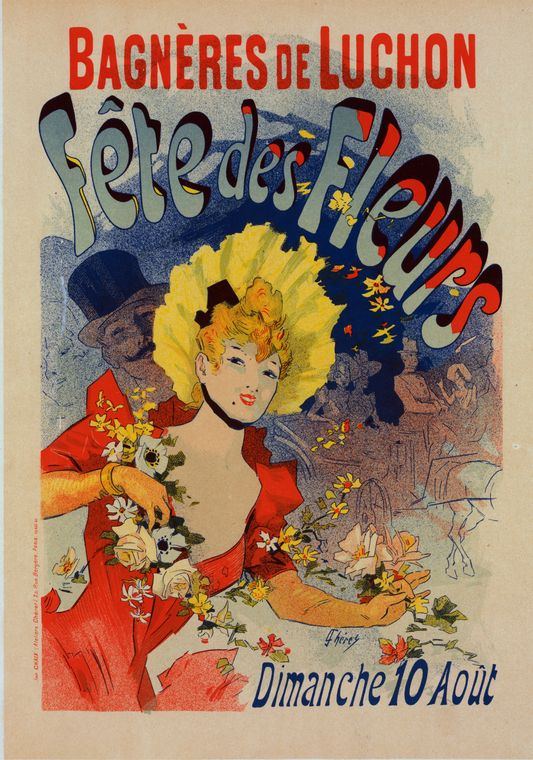
Bagnères de Luchon, Fêtes des Fleurs, 1890
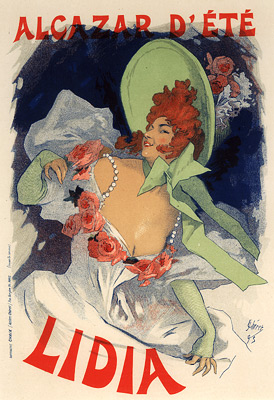
Alcazar d'Éte, Lidia, 1893
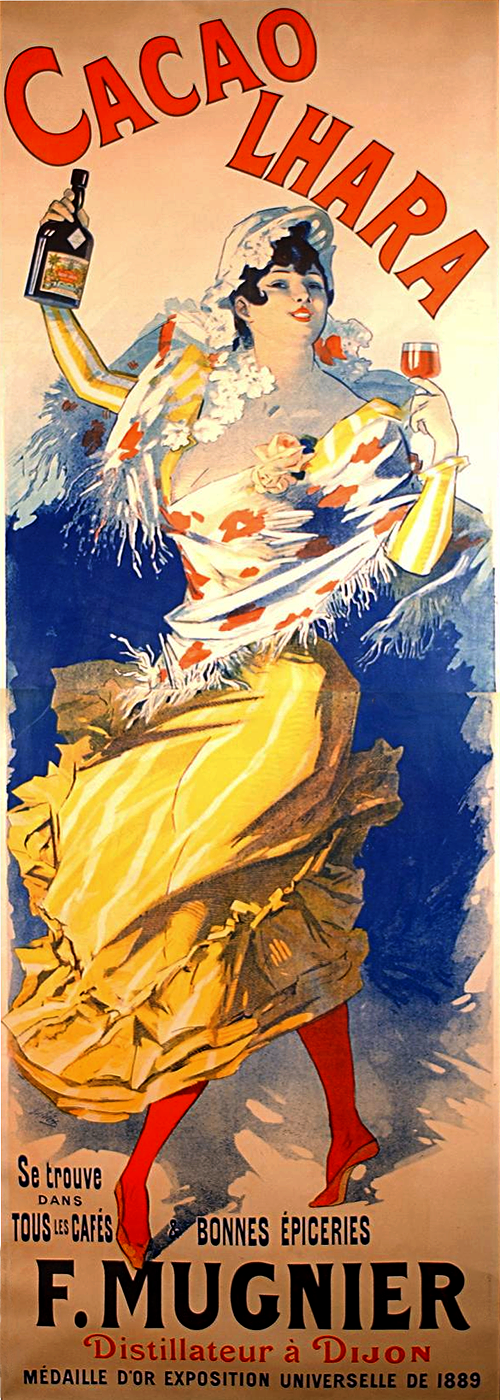
Cacao Lhara, ca. 1890
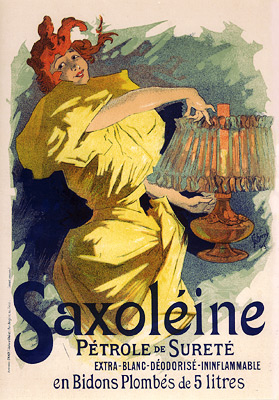
Saxoléine, Pétrole de sureté
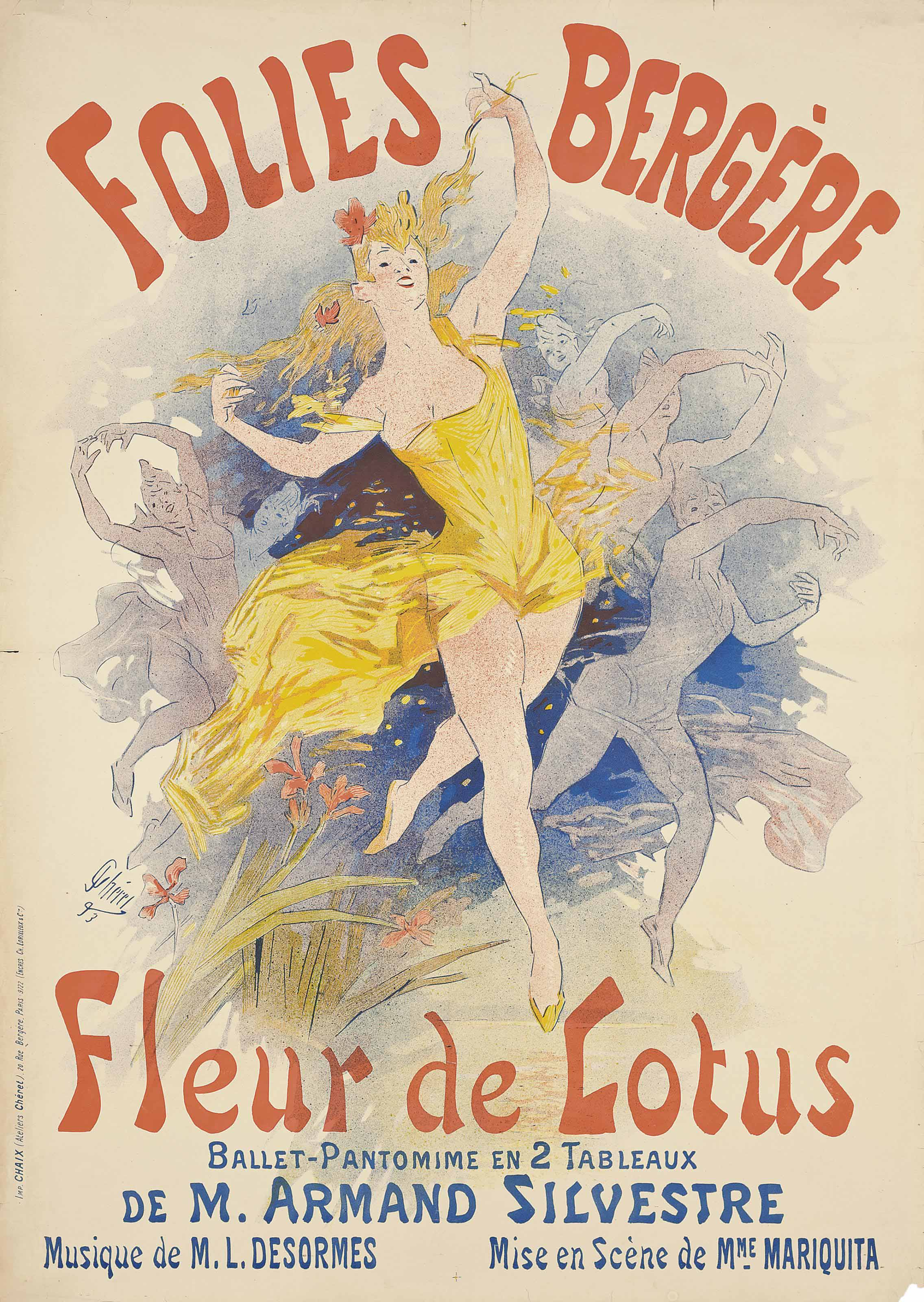
Folies Bergères, Fleur de Lotus, 1893
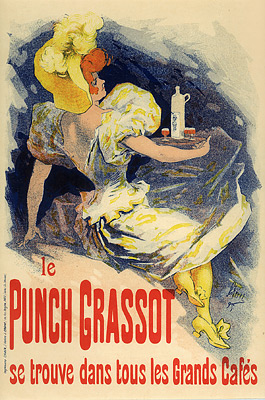
Le Punch de Grassot, ca. 1890
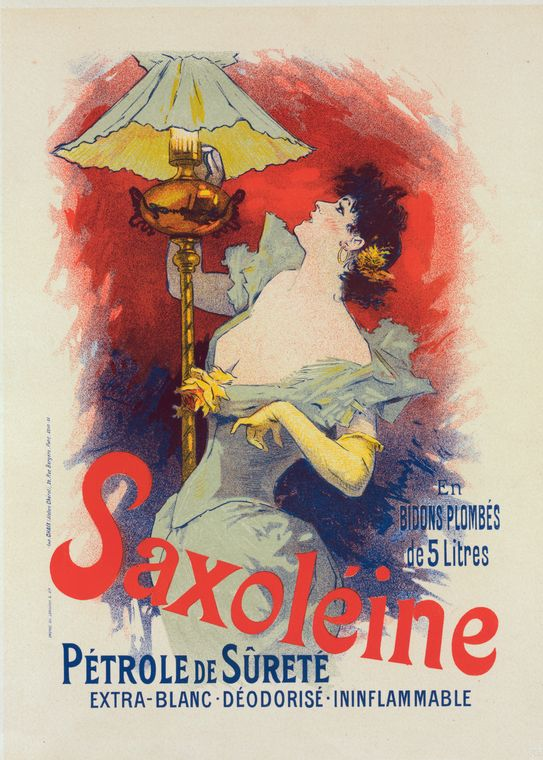
Saxoléine, Pétrole de sureté
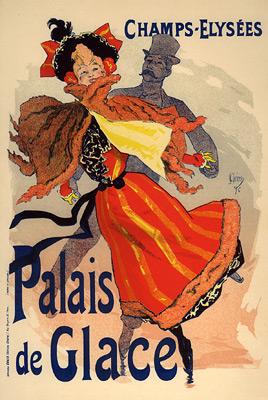
Palais des Glaces
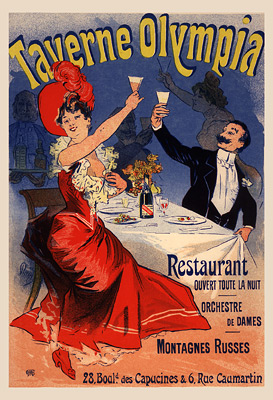
Taverne Olympia, Restaurant
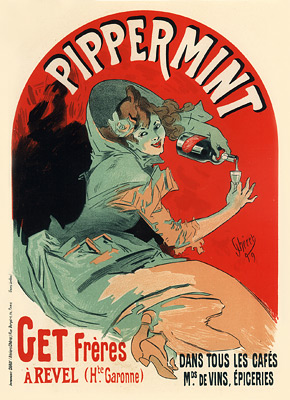
Pippermint, Get Frères
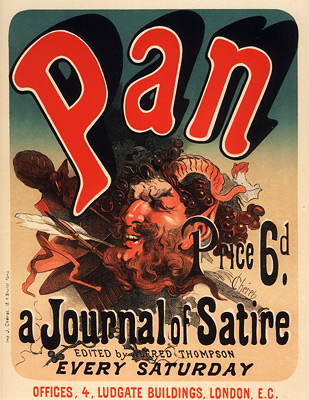
Pan, a Journal of Satire
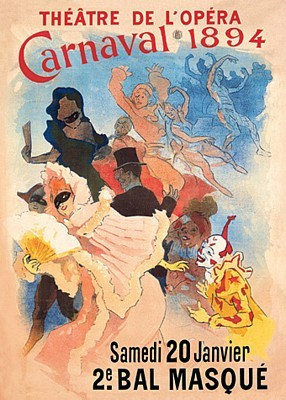
Théâtre de l'Opéra, Carnaval 1894
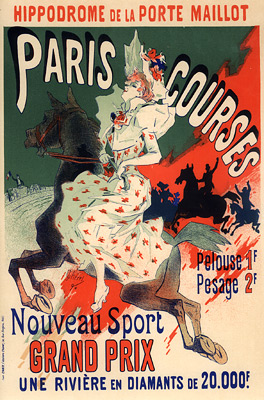
Hippodrome de la Porte Maillot, Paris Courses
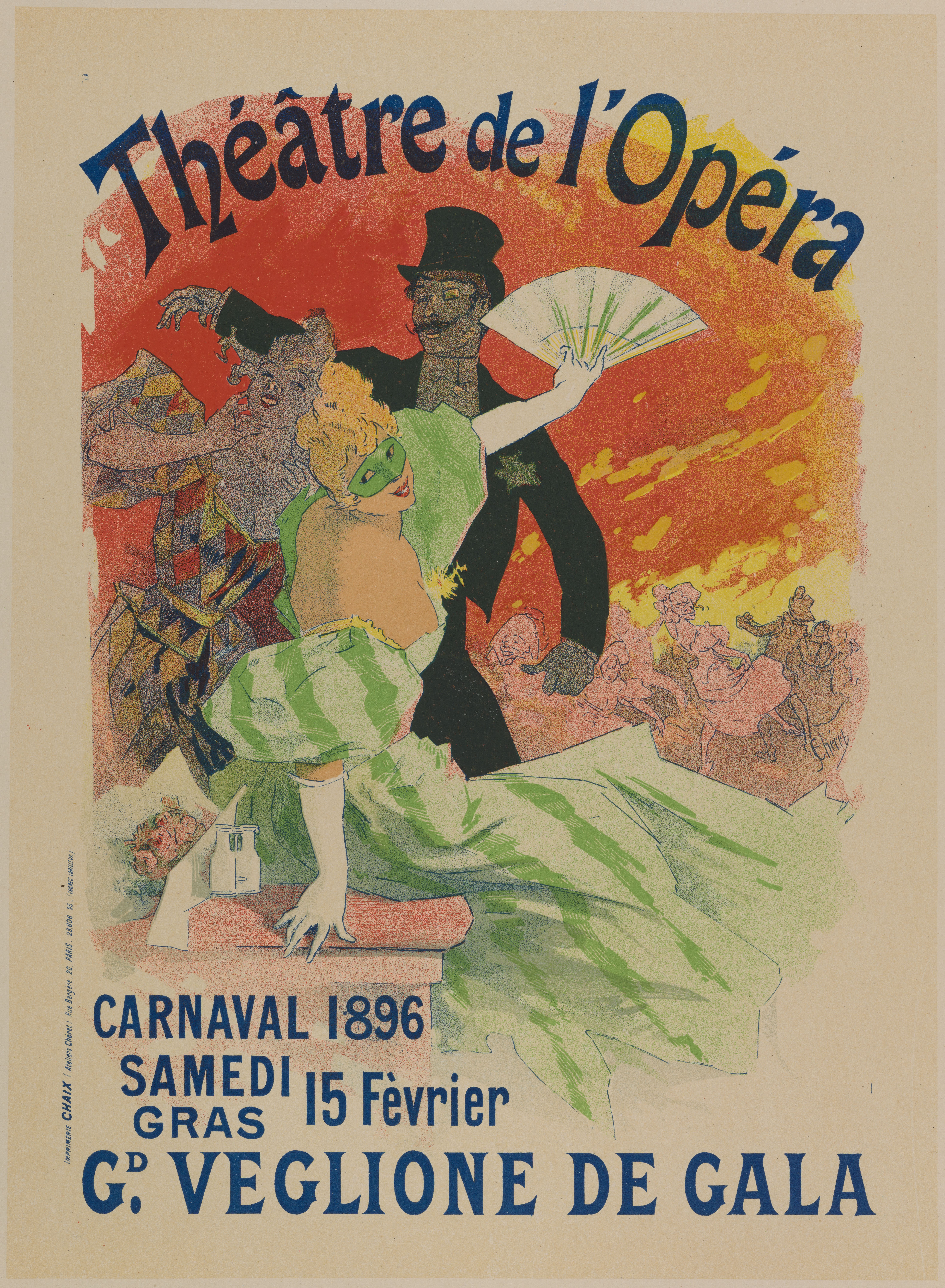
Théâtre de l'Opéra, Carnaval 1896, Grand Veglione de Gala
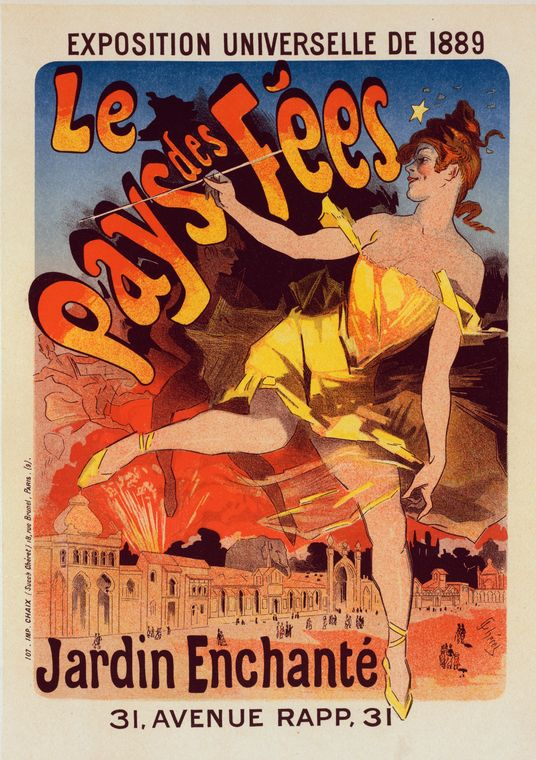
Exposition Universelle 1889, Le Pays des Feés
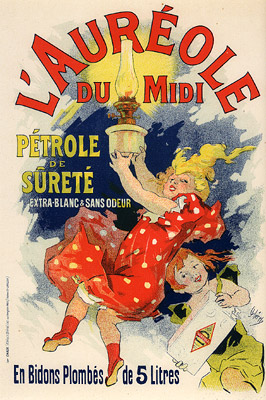
L´Aureole du Midi, Pétrole de sureté
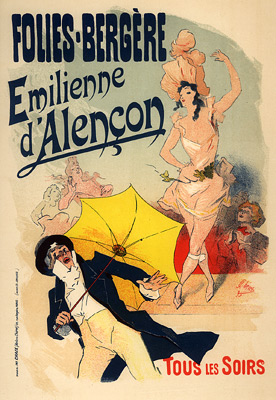
Folies Bergères, Emilienne d'Alençon
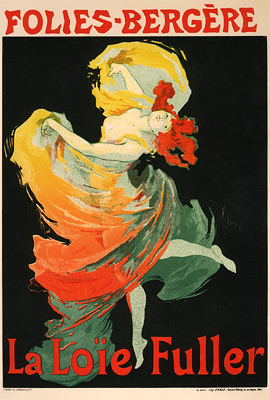
Folies Bergères, La Loïe Fuller
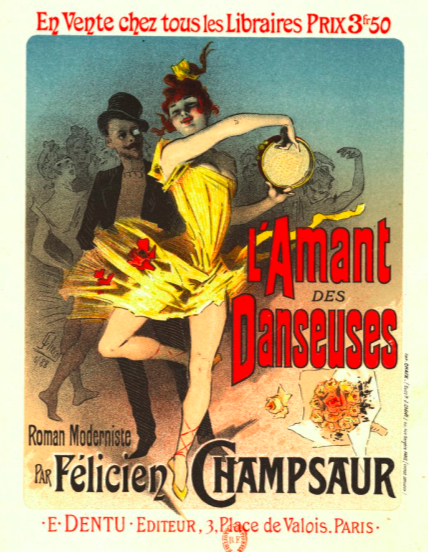
L'Amant des Danseuses Roman Moderniste par Félicien Champsaur
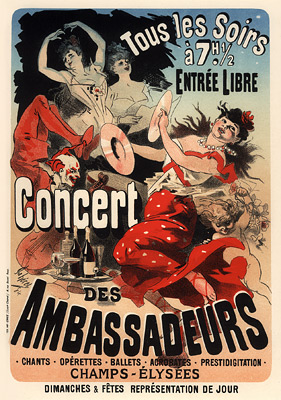
Concert des Ambassadeurs, Champs-Élysées
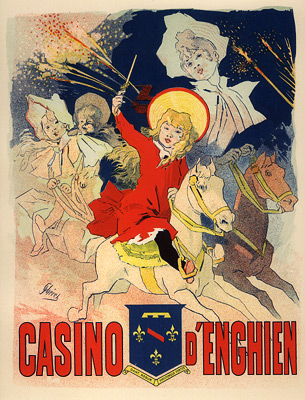
Casino d'Enghien
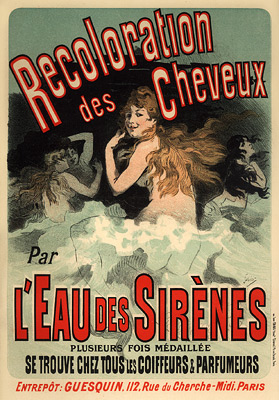
Recoloration des Cheveux par l'Eau des Sirènes
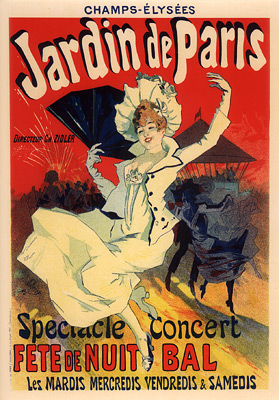
Jardin de Paris, Fête de Nuit Bal
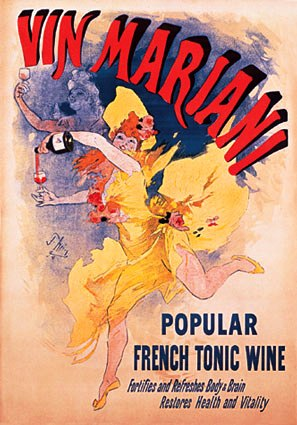
Vin Mariani.